# Àngel Maresca
Àngel Maresca (l'Alguer, 1944), també conegut amb el sobrenom de lo Barber￼, és un cantautor, cantant i guitarrista alguerès. El seu sobrenom prové del fet que la seva professió és la de barber, i que regenta una barberia a la ciutat on a vegades canta mentre fa la seva feina, o afaita els seus clients entre concert i concert. És considerat el darrer barber dels Països Catalans que manté la tradició de cantar a la barberia.
Ha publicat algunes de les seues cançons ("Aquesta és la campanya", "Alguer, algueresos") en enregistraments col·lectius editats en MC (Sonant i cantant). El 2017 publica Cants. Històries. El 2024 publica el disc Retrobament, que va presentar al festival Perifèria Cultural de Perafita el 2 d'agost del 2024, com a homenatge al Retrobament de l'Alguer del 1960.
Amb 80 anys, encara trobareu Àngel Maresca afaitant i cantant a la seva botiga del carrer Sassari de l'Alguer.